# Südrasen des Weißen Hauses

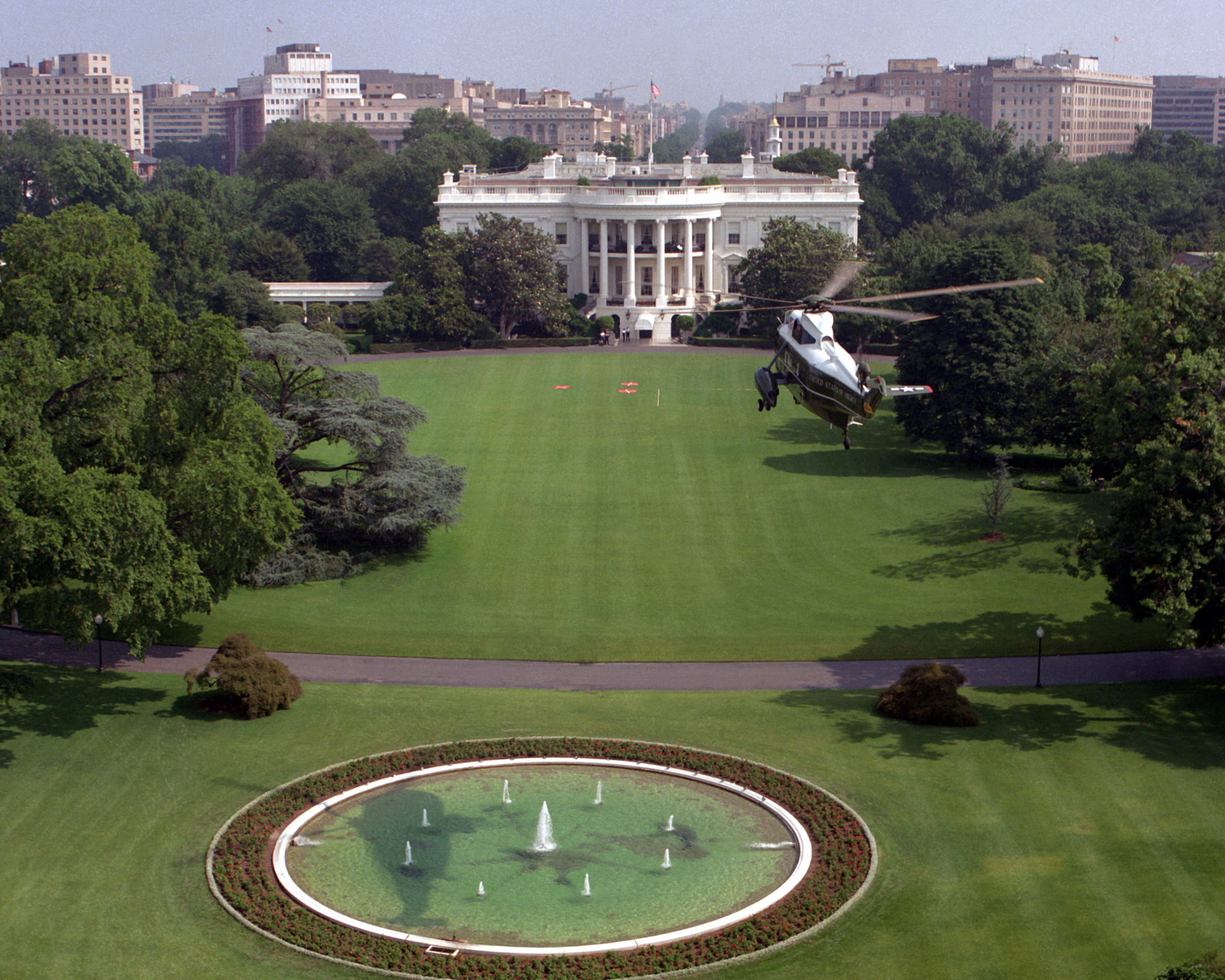
Marine One landet auf dem Südrasen

Der Südrasen des Weißen Hauses in Washington, D.C. liegt südlich des Gebäudes. Er wird im Osten vom East Executive Drive und dem Finanzministerium der Vereinigten Staaten und im Westen vom West Executive Drive und dem Eisenhower Executive Office Building begrenzt. Entlang seines südlichen Randes verläuft der South Executive Drive und dahinter befindet sich ein großer runder öffentlicher Park, The Ellipse.

## Beschreibung und Verwendung

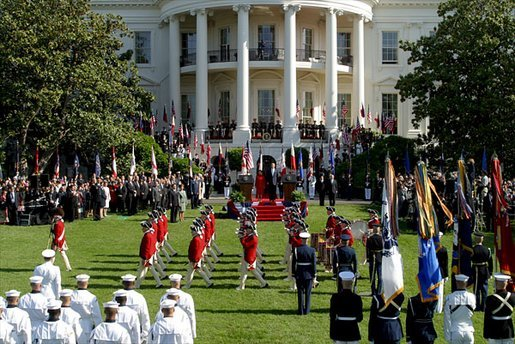
Empfangszeremonie für Präsidentin Gloria Macapagal-Arroyo der Philippinen

Der Südrasen bietet einen schönen Ausblick vom Weißen Haus über die Ellipse, die National Mall, das Tidal Basin bis zum Jefferson Memorial. Der Südrasen gehört zum abgesperrten Bereich des Geländes des Weißen Hauses, nachdem er bis zum Zweiten Weltkrieg öffentlich zugänglich war. Er bietet den Schauplatz für offizielle Anlässe wie die Empfangszeremonie für ausländische Staatsoberhäupter oder Regierungschefs. Ebenso finden hier zwanglose Veranstaltungen, wie das jährliche Eierrollen des Weißen Hauses oder das Angestelltengrillfest statt. Der Hubschrauber des Präsidenten, Marine One, startet und landet auf dem Südrasen.

## Gestaltung und Gartenbau

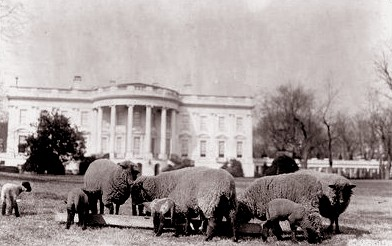
Während der Amtszeit von Woodrow Wilson weiden Schafe auf dem Südrasen.

Als das Weiße Haus 1800 das erste Mal bezogen wurde, war der Bereich des Südrasens eine offene Wiese, die zu einem großen Moor, dem Tiber Creek, abfiel. Hinter dem Moor lag der Potomac River. Thomas Jefferson vervollständigte die Abstufung des Südrasens, er ließ an beiden Seiten des Rasens Hügel aufschütten. Jefferson baute in Zusammenarbeit mit dem Architekten Benjamin Latrobe im Südosten des Gebäudes einen Triumphbogen als Haupteingang zum Gelände. Der Plan für die Stadt Washington von Pierre-Charles L’Enfants aus dem Jahr 1793 zeigte einen terrassenförmigen zum Tiber Creek abfallenden Garten. 1850 versuchte der Landschaftsgestalter Andrew Jackson Davis die Geometrie des L’Enfant-Planes abzurunden, indem er die halbrunde südliche Grenze und geschwungene Wege schuf. Andrew Jackson Davis Änderungen beinhalteten die Erweiterung des Südrasens, die Schaffung eines großen kreisförmigen Rasens, den er als „Parade- oder Präsidenten-Park“ bezeichnete und grenzte ihn durch dicht gepflanzte Sträucher und Bäume ab. Während der Amtszeit von Ulysses S. Grant wurde das Moor im Süden trockengelegt und der Südrasen erhielt weitere Abstufungen sowie eine Auffüllung von 2,5 bis 3 Metern, damit er sanfter zum Potomac abfiel.
Während der ersten Amtszeit von Rutherford B. Hayes und Grover Cleveland wurde das U.S. Army Corps of Engineers zum Umbau des Südrasens eingesetzt. Die Größe von Downings rundem Exerzierplatz wurde reduziert und die Grenzen wurden auf dem heutigen Stand festgelegt. Theodore Roosevelt, der das Architekturbüro McKim, Mead, and White für den Um- und Ausbau von Teilen des Weißen Hauses engagiert hatte, ließ sich zum Abriss der im viktorianischen Stil erbauten Gewächshäuser überreden. Diese befanden sich im Bereich des westlichen Wandelganges und auf dem Gelände des heutigen Westflügels. Im Jahr 1934 engagierte Präsident Franklin Delano Roosevelt Frederick Law Olmsted jr. um die Außenanlagen zu beurteilen und Änderungen vorzuschlagen. Olmsted sah die Notwendigkeit, dem Präsidenten und seiner Familie möglichst viel Privatsphäre zu bieten, ohne den freien Blick auf das Weiße Haus unnötig einzuschränken. Der Olmsted-Plan zeigt die Landschaft überwiegend im heutigen Zustand: Es wurden große Musterbäume und Büsche erhalten oder neugepflanzt um den Blick auf den Privatbereich einzuschränken, dafür wurde aber ein großzügiger Blick auf das Gebäude von Norden und Süden geschaffen.
Als Rasensorte wird Tall fescue genutzt.

### Musterbäume

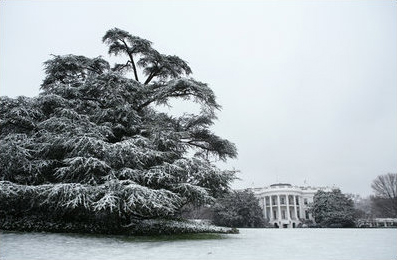
Schneebedeckte Libanon-Zeder

Die Bäume auf dem Südrasen, auch die ältesten erhaltenen Bäume, wurden von amerikanischen Präsidenten gepflanzt:
- Präsident Jacksons Immergrüne Magnolie auf beiden Seiten des Südportals
- Fächer-Ahorne
- Amerikanische Ulmen
- Amerikanische Weiß-Eichen
- Tulpen-Magnolien
- Libanon-Zedern
- Zucker-Ahorne
- Roteichen

### Saisonale Bepflanzungen
Das Bassin mit der Fontäne wird von saisonal wechselnden Pflanzen eingerahmt:
- im Frühling Tulpen gesäumt von Armenischen Traubenhyazinthen
- im Sommer roten Pelargonien
- im Herbst Chrysanthemen

## Sonstige Bereiche
Die beiden Zeremoniengärten des Weißen Hauses, der White House Rose Garden und der Jacqueline Kennedy Garden grenzen an den Südrasen. Die Außenanlagen enthalten außerdem einen Swimmingpool, ein Putting-Green, einen Tennisplatz und einen Garten für die Kinder. Zu früheren Zeiten gab es ein Basketball-Feld und eine Grube zum Hufeisen werfen. Außerdem befindet sich auf dem Südrasen, in nächster Nähe des Exekutivgebäudes und des Oval Office, der Landeplatz von Marine One. Aus ästhetischen Gründen gibt es keinen vollwertigen Hubschrauberlandeplatz, sondern nur drei kleine Quadrate für die Räder des Helikopters.

## Sicherheitsvorkehrungen
Das Weiße Haus und das umliegende Gelände ist eine Hochsicherheitszone, die mit den modernsten Sicherheitsanlagen ausgestattet ist. Das Areal gehört zu den am besten bewachten der Welt. Folgende Maßnahmen bzw. Einrichtungen schützen das Gelände:
- Überflugverbot: Kein Flugzeug darf in den Luftraum über dem Weißen Haus ohne Genehmigung eindringen. Diese Zone erstreckt sich über das Kapitol und das Lincoln Memorial. Jedes Flugzeug, das sich der Verbotszone nähert, wird vom Radar des National Airport erfasst und beobachtet. Im Notfall werden Abfang-Jets gestartet, um das Flugzeug abzufangen. Die Nationalgarde hält vor Ort zusätzlich Luftabwehrraketen bereit.
- Scharfschützen: Auf dem Dach des Weißen Hauses beobachten Agenten die Umgebung mit Ferngläsern.
- Kameras und Sensoren: Auf dem ganzen Gelände befinden sich Überwachungskameras und Sensoren.
- Sicherheitskräfte: Der Secret Service und die Park Police bewachen das Areal.